# Два морозики
Два морозики (чеськ. Dva mrazíci) — чехословацький анімаційний фільм 1954 року режисера Їржі Трнки. Озвучували мультфільм Власта Буріан та Ян Веріх. Це єдиний мультфільм, який озвучував Буріан. Це також 38-й фільм у його фільмографії, а також єдиний анімаційний фільм. Це другий фільм, у якому разом зіграли Власта Буріан і Ян Веріх (першим був повнометражний фільм «Одного разу був король»). 
Сюжет фільму заснований на словацькій народній казці. Технікою виконання стали ляльки вирізані з паперу.

## Сюжет
Мультфільм розповідає про двох морозиків — один з них несміливий та боягузливий, інший безстрашний. Безстрашний морозик нападає на лісорубів, які ходять в ліс по дрова. Згодом морозии виявляють, що холод не впливає на працьовитих людей.

## У ролях
- Власта Буріан — переляканий морозик.
- Ян Веріх — безстрашний морозик.